# Henry Fawcett

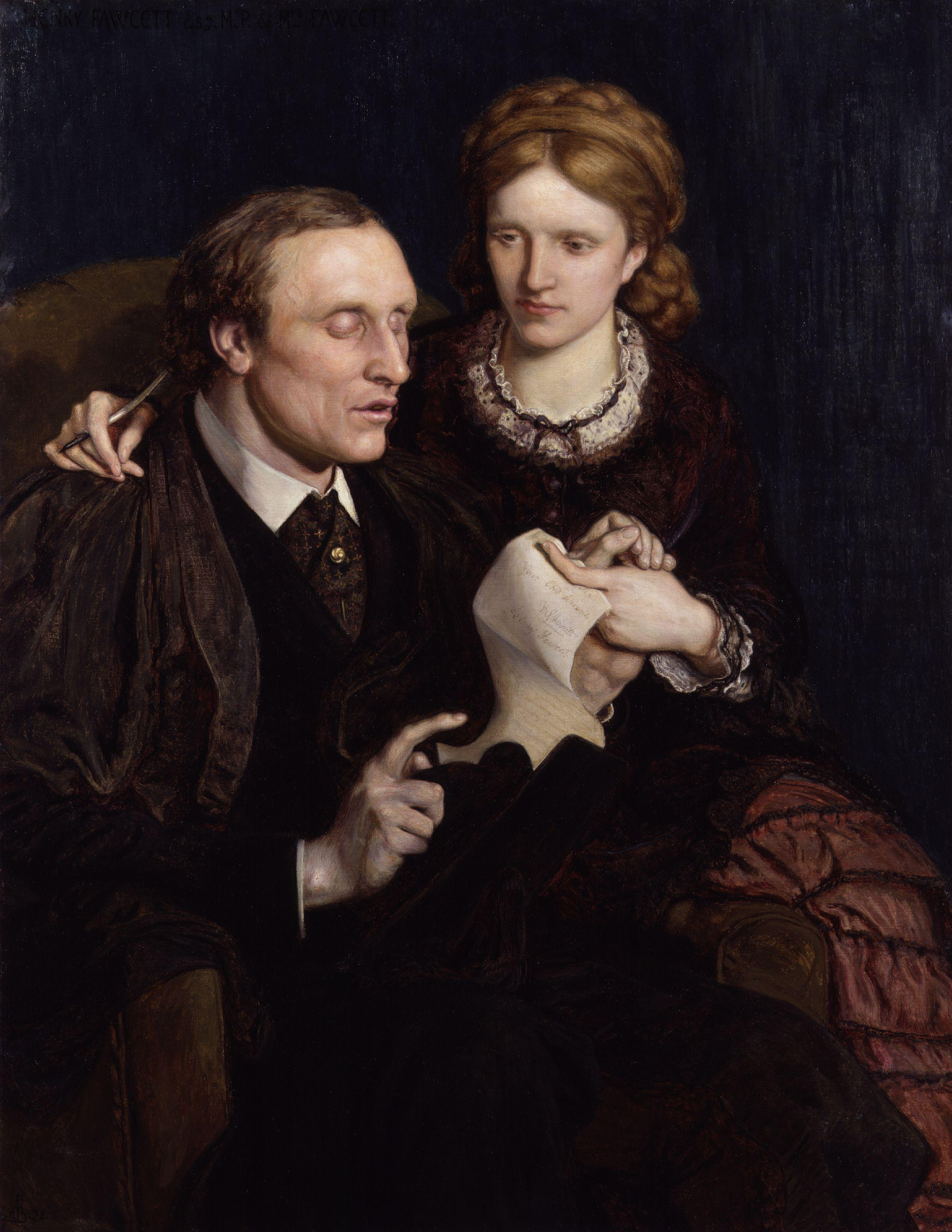
Henry och Millicent Fawcett

Henry Fawcett, född 26 augusti 1833 i Salisbury, död 6 november 1884 i Cambridge, var en brittisk nationalekonom och politiker. Han var gift med Millicent Fawcett.
Fawcett blev efter avslutade universitetsstudier fellow vid Trinity Hall i Cambridge. År 1858 blev han blind på båda ögonen genom ett vådaskott under en jakt, men fortsatte likväl att studera och förbereda sitt inträde på den politiska banan. År 1863 blev han innehavare av en nyinrättad nationalekonomisk professur vid universitetet i Cambridge och invaldes 1865 som radikal liberal i underhuset, där han intog en ganska självständig ställning till den officiella liberala partiledningen och vann aktning inom alla partiläger. 
Fawcett verkade bland för kvinnlig rösträtt och hade genom sin skarpa opposition mot William Ewart Gladstones i hans tycke alltför konfessionella förslag till undervisningslag för Irland väsentlig andel i den liberala ministärens fall 1874. Ivrigt verkade han för förbättring av lantarbetarnas levnadsvillkor, och genom sina strävanden för en indisk budgetreform i den infödda befolkningens intresse förvärvade han namnet "representant för Indien". 
Med sitt parti återförenades Fawcett i oppositionen mot Benjamin Disraelis turkiska och afghanska politik samt fick efter den liberala valsegern 1880 som generalpostmästare säte i Gladstones ministär, dock ej i kabinettet. Han ogillade på flera punkter (till exempel rörande Irland och Egypten) Gladstones allmänna politik och ägnade sig dess ivrigare åt sitt departement och vann stor popularitet genom en rad praktiska reformer (bland annat införande av paketpost, billigare telegramtaxa och rabattmärken). 
Som nationalekonom var Fawcett en rättrogen och skicklig popularisator av John Stuart Mills och Richard Cobdens idéer. Bland hans arbeten märks A Manual of Political Economy (1863; sjätte upplagan med ett kritiskt tilläggskapitel om statssocialismen 1883), The Economic Position of the British Labourer (1865), Pauperism, its Causes and Remedies (1871), Free Trade and Protection (1878; sjätte upplagan 1885) oeh Indian Finance (1880). Trots sin blindhet var han en skicklig ryttare och sportsman.